# Rectoria de Vilabella
La Rectoria de Vilabella és un edifici del municipi de Vilabella (Alt Camp) inclòs en l'Inventari del Patrimoni Arquitectònic de Catalunya.

## Descripció
Edifici de planta irregular de grans dimensions, situat al costat de l'església nova de Sant Pere, perpendicularment a la línia de façana i configurant una plaça. Té planta baixa, dos pisos i golfes. La coberta és a dues vessants, amb l'eix paral·lel a la línia de façana, i amb terrat. La rectoria, tot i no presentar un gran interès arquitectònic, és una mostra de l'arquitectura popular amb una certa qualitat, i forma un conjunt equilibrat amb l'església de Sant Pere. Els elements més remarcables són la porta d'accés, de brancal de pedra i dos arcs rebaixats a la part superior, i les gran sales interiors. Hi ha construccions posteriors a la part de darrere. El material de l'obra és la combinació de maçoneria i maó.

## Història
La rectoria nova va edificar-se poc temps després de la construcció de l'església de Sant Pere, beneïda l'any 1862. La inauguració d'aquest nou edifici va fer-se l'any 1864. Una part dels enderrocs de l'antiga església de Santa Maria van ser aprofitats per a la construcció de l'edifici i de la plaça. Actualment, a més de la funció de rectoria, dedica la seva planta baixa a museu local ("Museu Etnològic del Camp"), fet per iniciativa de Mn. Comamala i amb l'aportació de tot el poble. L'edifici allotja també una interessant col·lecció de pintures i objectes artístics.